# Arthur Becker (Politiker, 1853)
Heinrich Arthur Becker (* 24. Dezember 1853 in Leipzig; † 26. März 1933) war ein deutscher Politiker.

## Leben

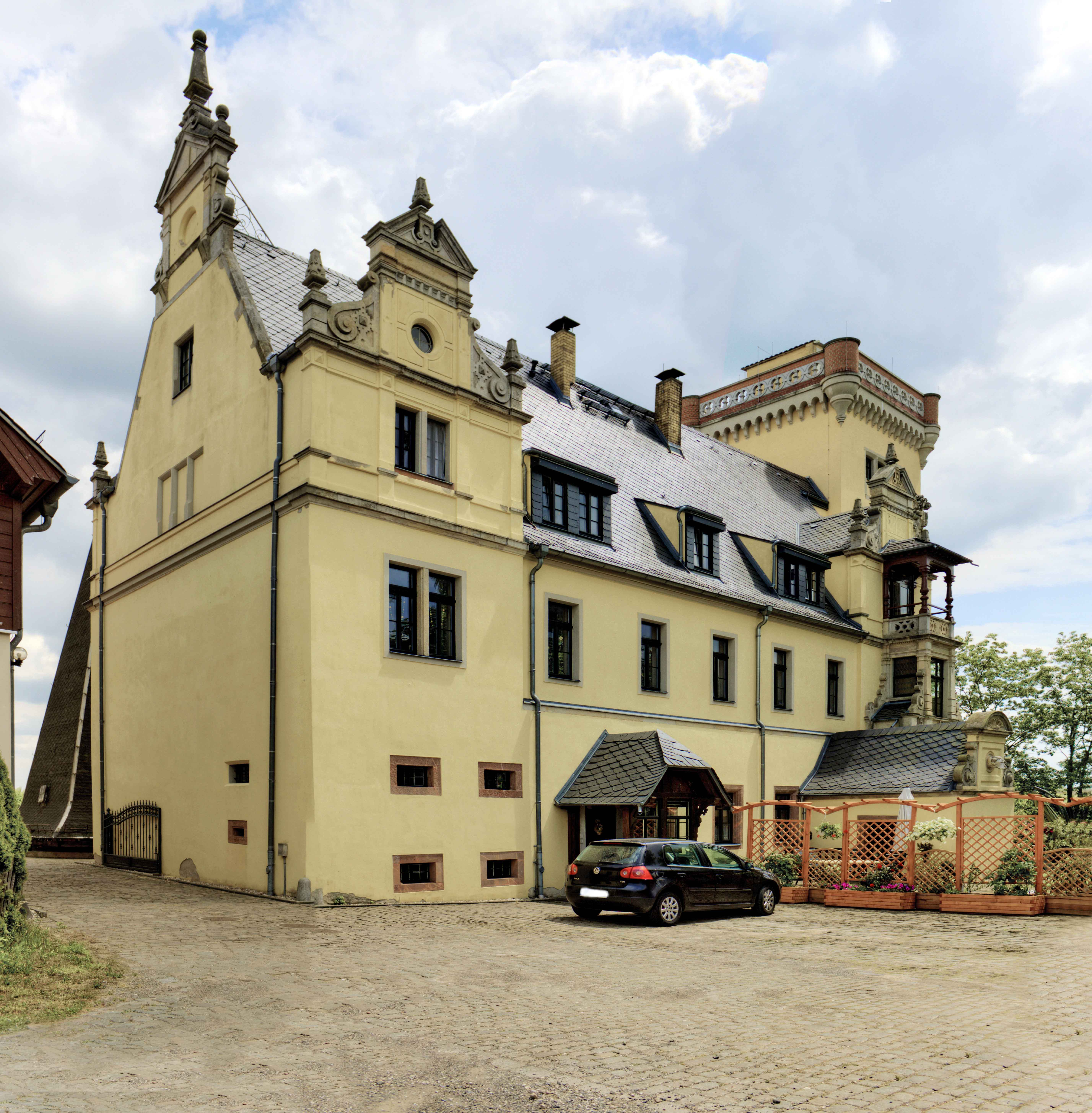
Schloss Kötteritzsch – Wohnsitz von Arthur Becker

Heinrich Arthur Becker stammte aus einer angesehenen Kaufmannsfamilie und studierte nach dem Besuch der Realschule ab 1873 zunächst Philosophie und Geschichte in Leipzig. Nach dem Militärdienst studierte er von 1877 bis 1880 Naturwissenschaften in Berlin und Leipzig und promovierte bei Ferdinand Zirkel zum Dr. phil. Danach wandte er sich der praktischen Landwirtschaft zu und kaufte das Rittergut Kötteritzsch. Ab 1910 war er Abgeordneter in der I. Kammer des Sächsischen Landtags.